# Wilhelm Heinrich Valentiner
Wilhelm Heinrich Valentiner (* 20. Dezember 1806 auf Futterkamp; † 2. Dezember 1856 in Kiel) war ein deutscher Arzt, Hochschullehrer und Stadtphysicus.

## Leben
Wilhelm Heinrich Valentiner stammte aus einer ursprünglich Flensburger Familie, die im 18. und 19. Jahrhundert zahlreiche schleswig-holsteinische Pastoren, Ärzte und Juristen hervorbrachte. Er war ein Sohn des Gutspächters Heinrich Christian Valentiner (1767–1831). Adolph Valentiner war sein älterer Bruder.
Er studierte Humanmedizin, zuerst an der Universität Göttingen, wo er Mitglied des Corps Holsatia Göttingen wurde, dann an der Christian-Albrechts-Universität zu Kiel, wo er sich 1829 dem Corps Holsatia anschloss. Er wurde 1831 in Kiel zum Dr. med. promoviert und habilitierte sich 1835 als Privatdozent mit dem Spezialgebiet Ohrenheilkunde. 1838 wurde er zum Prosector der Universität bestellt. 1842 wurde er daneben Physicus der Stadt und des Amts Kiel. Von besonderer Bedeutung waren seine gerichtsärztlichen Gutachten, die ihm den Ruf einbrachten, „zu den besten Staatsärzten unseres Landes“ zu gehören.
Er erwarb das Düsternbrooker Seebad, baute es aus und machte es weiten Kreisen zugänglich.

## Nachlass
Valentiner hinterließ der anatomischen Sammlung der Universität Kiel „eine wertvolle Sammlung sehr sorgfältig gearbeiteter Gehirn- und Nerven-Präparate“.

## Schriften
- Nonnulla de exanthematibus. Diss. Kiel 1831